# 龙章褒节坊
龙章褒节坊，位于中国安徽省黄山市徽州区岩寺镇下街社区，由监察御史方元彦立于明万历二十八年（1600年）六月，纪念父亲监察御史方良儒及母亲孺人程氏，并旌表祖母方钺妻汪氏贞节。这座青石牌坊跨街而立，三间三楼四柱冲天式，高12米，宽9.35米，上刻“恩荣”、“龙章褒节”、“豸绣承恩”字样。
2019年3月28日，龙章褒节坊公布为第八批安徽省文物保护单位。